# Norcross, Georgia
Norcross är en stad (city) i Gwinnett County, i delstaten Georgia, USA. Enligt United States Census Bureau har staden en folkmängd på 9 340 invånare (2011) och en landarea på 12 km².